# Vena subclavia

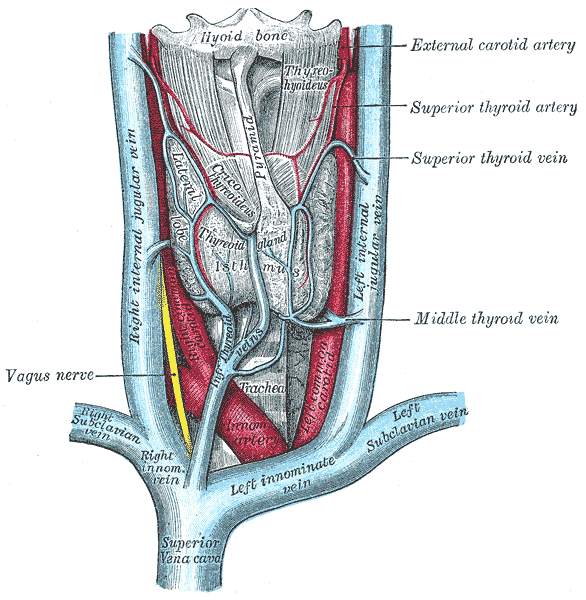
Venen und andere anatomische Strukturen im unteren Halsbereich; links und rechts unten (außen) die Endstrecken der beiden Venae subclaviae

Die Vena subclavia oder Schlüsselbeinvene ist eine große, paarig vorhandene Vene, die hinter dem Schlüsselbein liegt. Die beiden Venae subclaviae sammeln das Blut aus den Armen und dem Schulterbereich.

## Anatomie
Die Vena subclavia ist die Fortsetzung der Vena axillaris (Achselvene) und beginnt nahe dem distalen Ende der 1. Rippe. Zwischen dieser und dem Schlüsselbein (Clavicula) biegt sie kurz darauf Richtung Körpermitte ab und verläuft horizontal, bis sie sich jeweils im Venenwinkel mit der Vena jugularis interna (innere Jugularvene) zur Vena brachiocephalica vereinigt.
Im Bereich der 1. Rippe ist die Schlüsselbeinvene mit den umgebenden Strukturen bindegewebig verbunden und wird dadurch offen gehalten, was eine Punktion sowie die Anlage eines zentralvenösen Katheters begünstigt.